# Conflitto degli ordini
Il conflitto degli ordini fu uno scontro politico combattuto fra i plebei e i patrizi dell'antica Repubblica romana. Il conflitto nacque dal desiderio della plebe di raggiungere le più alte cariche governative e la parità politica. Il risultato fu raggiunto nel 287 a.C. con la lex Hortensia, dopo circa due secoli di contrasti.

## Tradizione
Il racconto tradizionale, la cui fonte primaria si trova nell'opera Ab Urbe condita libri di Tito Livio, narra che i patrizi, una volta conquistato il potere ai danni del re Tarquinio il Superbo e superata la monarchia nel 509 a.C., si arrogarono il potere di limitare ai soli componenti del proprio ordine il governo della città, per un anno, con il titolo di console. La plebe rimaneva "classe inferiore" a comporre la massa d'urto economica e militare, e ai patrizi erano riservate tutte le magistrature, nonché l'accesso esclusivo ai collegi sacerdotali e al Senato. I patrizi, quindi, finirono per abusare della loro posizione dominante utilizzando ad esempio l'istituto del nexum per portare i debitori alla schiavitù, favorendo il loro ordine nelle cause contro i plebei e annullando le decisioni dei comizi centuriati.
Essendo l'esercito romano composto per lo più da cittadini agricoltori, le continue guerre di Roma con i popoli vicini rendevano spesso impossibile alle famiglie della classe plebea, che si sostenevano con il diretto lavoro dei campi svolto dal capofamiglia e dai figli maschi, pagare i debiti che contraevano per sopravvivere durante la loro assenza. La conseguente e fiscale applicazione del nexus permetteva perciò al patriziato di impadronirsi delle terre e perfino delle vite degli sfortunati agricoltori-combattenti e dei loro familiari.
Le leggi, fino al 450 a.C. circa (promulgazione delle Leggi delle XII tavole da parte dei Decemviri), erano tramandate per tradizione orale da un pater familias al successore e solo i patrizi avevano accesso a questa conoscenza. L'ovvia conseguenza era che l'interpretazione delle leggi e persino la decisione di quale fosse il giorno giusto per il dibattimento di una causa, restavano in mano ai patrizi attraverso i collegi degli auguri che decretavano i "giorni fausti" e i "giorni infausti".
D'altra parte anche le leggi delle XII tavole non portarono che miglioramenti limitati. La fissazione su bronzo e l'apposizione del testo alle colonne del tempio rese necessario definire anche una serie di altre decisioni accessorie; i giorni infausti dovettero essere ben definiti e in quei giorni era chiusa ogni attività forense. Queste leggi, inoltre, rimanevano molto discriminatorie nei confronti della plebe. Basti citare la legge che vietava il matrimonio fra componenti dei due ordini e che fu abrogata dopo pochi anni con l'approvazione - fra immani contrasti - della Lex Canuleia nel 445 a.C.
In questa situazione di oppressione i plebei riuscirono ad ottenere l'istituzione dei tribuni della plebe, la cui autorità per proteggerli dagli eccessi dei patrizi fu da questi accettata. Queste prime forme di emancipazione furono ottenute anche attraverso la secessione, cioè la decisione di uscire in massa dalla città e di non rientrarvi fino alla soddisfazione delle richieste. Questo rese impossibile la chiamata della leva militare contro i confinanti e sempre pronti nemici e il patriziato dovette accettare questa diminuzione del potere quasi assoluto.
I contrasti continuarono per anni, fino al 367 a.C. quando Gaio Licinio Stolone e Lucio Sextio Laterano riuscirono a far promulgare le leges Liciniae Sextiae. Con queste fu stabilito che uno dei due consoli dovesse sempre essere eletto fra i componenti dell'ordine plebeo. Non molto tempo dopo ai plebei fu, come conseguenza, aperto l'accesso alle cariche di dittatore, censore e pretore.
La crisi politica che portò al termine del conflitto degli ordini avvenne nel 287 a.C. quando gli agricoltori, nonostante una legislazione ormai imponente, ancora impossibilitati a restituire i debiti per aver partecipato alle guerre, chiesero al Senato di essere sollevati dal gravame finanziario, ma senza esito. Un'altra secessione fu dichiarata e venne risolta da Quinto Ortensio, plebeo che, nominato dittatore, riuscì a riportare i plebei in città in un modo che ci è sconosciuto. Probabilmente ci fu la promessa di una legge adeguata e, infatti, poco dopo fu approvata la Lex Hortensia che dava uguale peso ai plebisciti e alle leggi.
Da quel momento cessarono le differenze politiche fra i due ordini anche se rimasero distinte certe forme, per lo più esteriori. Addirittura, verso la fine della Repubblica si assistette a casi di passaggi di membri del patriziato all'ordine plebeo; famoso quello di Publio Clodio Pulcro in quanto, mentre ai plebei era concesso di salire a tutte le cariche, ai patrizi non era consentito essere eletti tribuni della plebe e ciò, paradossalmente era una limitazione delle possibilità del cursus honorum.

## L'opinione degli storici
La tradizione, a lungo accettata come vera e credibile, oggi viene contestata da molte parti. Studiosi come Richard E. Mitchell arrivano ad affermare che non vi fu nessun conflitto e che i Romani del tardo periodo repubblicano avevano male interpretato le loro fonti dando un valore diverso ad avvenimenti del tutto simili a quelli che accadevano ai loro tempi.
Il nocciolo del problema consiste nel fatto che non vi sono notizie del periodo fornite da storici contemporanei. Polibio avrebbe potuto conoscere di persona dei nipoti di romani che avevano partecipato a questo conflitto e non ne fa cenno. Gli storici che invece ne parlano in questi termini, come Livio o Cicerone, riportano fatti misti a racconti e invariabilmente riferiscono che non vi furono cambiamenti significativi nelle istituzioni romane per circa 500 anni.

 Per esempio i "Fasti" riportano numerosi casi di consoli con nomi plebei nel V secolo a.C. quando l'accesso alla carica doveva, da tradizione, essere riservato ai patrizi. Una contro-ipotesi di gentes patrizie diventate in seguito plebee è difficile da provare.
Un altro punto di contrasto è l'apparente assenza di rivolte armate mentre, come si nota nella storia della Repubblica romana, questo tipo di reazioni violente si generavano piuttosto in fretta. Livio, invece, non fa cenno di sommosse sanguinose ma solo di un paio di secessioni.

## Fonti
- Kurt Raaflaub, ed. Social Struggles in Archaic Rome: New Perspectives on the Conflict of the Orders (University of California Press, 1986)